# Addis Abeba

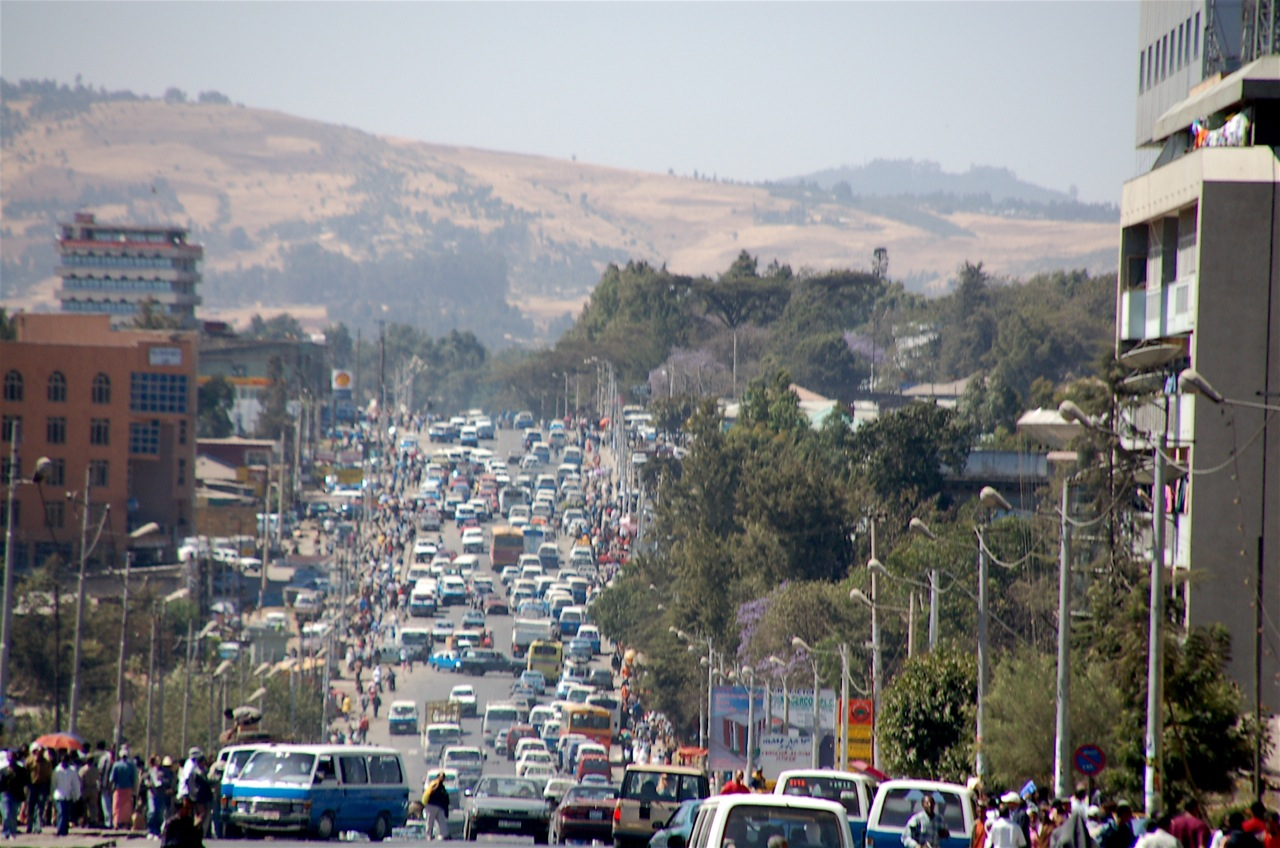
Gata i Addis Abeba.

Addis Abeba (amhariska: አዲስ አበባ) är huvudstad i Etiopien. Stadens namn betyder ungefär "Nya blomman". Addis Abeba ligger på 2 355 meters höjd över havet på den centraletiopiska högplatån. Staden hade cirka 3 miljoner invånare 2011. Den är säte för Afrikanska unionen. Den har en internationell flygplats, Addis Abeba Bole internationella flygplats, med terminal invigd 2003.

## Historia
Huvudstaden anlades i slutet av 1800-talet av kejsaren som efter rikets territoriella utvidgning söderut önskade en i landet mer geografiskt central placering av huvudstaden. Platsen valdes tack vare de varma källorna, vilka ansågs vara heliga. Kejsaren lät uppföra palats och andra monumentalbyggnader med hjälp av utländska arkitekter och byggare.
Tack vare att kejsaren byggde sitt palats i staden fick Addis Abeba bli huvudstad. Namnet "Addis Abeba" betyder "Ny blomma". År 1896 började olika adelsfamiljer bygga bostäder i staden, och därmed ökade invånarantalet rejält. Arkitektoniska stilar från Schweiz, Indien och Jemen blandades och gav upphov till en sten- och träarkitektur som kallas Addis Abeba-stil. När antalet invånare ökade, ökade även risken för stadsbränder. Därför importerade man år 1905 mängder av eucalyptus-träd från Australien för att placera ut de i staden. Träden var menade att funka som skydd från bränder. Järnvägen, som förbinder Addis Abeba med Djibouti (via Dire Dawa), anlades under 1930-talet. 
Staden fick ett ekonomiskt uppsving mellan 1926 och 1927, eftersom efterfrågan på kaffe ökade. Tack vare den ekonomiska balansen kunde staden bygga flera nya byggnader och modernisera staden. Addis Abeba var en del av Italienska Östafrika mellan åren 1936-1941.

## Geografi
Addis Abeba ligger i genomsnitt 2 405 meter över havet

### Administrativ indelning
Addis Abeba är en av landets två självstyrande privilegierade städer, och ingår därför inte i någon av Etiopiens övriga administrativa regioner. Staden är indelad i tio administrativa stadsdelar:
- Addis Ketema[6]
- Akaki Kaliti[6]
- Arada[6]
- Bole[6]
- Gulele[6]
- Kirkos[6]
- Kolfe Keraniyo[6]
- Lideta[6]
- Nefas Silk-Lafto[6]
- Yeka[6]

### Klimat
Staden har ett subtropiskt klimat, och tack vare att staden är belägen nästan 2500 meter över havet gör den svalare än andra områden i Etiopien. Den varmaste månaden är april och den kallaste december. I viss fall kan till och med temperaturen sjunka till frysgrader på natten i december. En regnperiod pågår i staden från juni till september.
Våren i Addis Abeba pågår från mars till maj, sommaren pågår från juni till augusti, hösten pågår från september till november och vintern pågår från december till februari.
Addis Abeba har i snitt 2500 soltimmar per år.
|                                            | Jan | Feb | Mar | Apr | Maj | Jun | Jul | Aug | Sep | Okt | Nov | Dec |
| ------------------------------------------ | --- | --- | --- | --- | --- | --- | --- | --- | --- | --- | --- | --- |
| Normaldygnets maximitemperaturs medelvärde | 20  | 21  | 21  | 22  | 22  | 19  | 17  | 18  | 19  | 19  | 19  | 19  |
| Normaldygnets minimitemperaturs medelvärde | 12  | 12  | 14  | 14  | 14  | 13  | 13  | 12  | 13  | 12  | 11  | 11  |
|                                            |     |     |     |     |     |     |     |     |     |     |     |     |
| Nederbörd                                  | 12  | 15  | 9   | 16  | 20  | 44  | 59  | 68  | 32  | 26  | 19  | 15  |

| Diagram | temperaturer i °C • månadsnederbörd i mm | temperaturer i °C • månadsnederbörd i mm | temperaturer i °C • månadsnederbörd i mm | temperaturer i °C • månadsnederbörd i mm | temperaturer i °C • månadsnederbörd i mm | temperaturer i °C • månadsnederbörd i mm | temperaturer i °C • månadsnederbörd i mm | temperaturer i °C • månadsnederbörd i mm | temperaturer i °C • månadsnederbörd i mm | temperaturer i °C • månadsnederbörd i mm | temperaturer i °C • månadsnederbörd i mm | temperaturer i °C • månadsnederbörd i mm |
|         | 12 20 12                                 | 15 21 12                                 | 9 21 14                                  | 16 22 14                                 | 20 22 14                                 | 44 19 13                                 | 59 17 13                                 | 68 18 12                                 | 32 19 13                                 | 26 19 12                                 | 19 11                                    | 15 19 11                                 |

## Demografi
- Etniska grupper: Amhara (47,05 %), Oromo (19,51 %), Gurage (16,34 %), Tigray (6,17 %), Silte (2,94 %), Gamo (1,68 %), övriga 6,31 %.[5]
- Religiös tillhörighet: Kristna 82,9 % (etiopisk-ortodoxa 74,7 %, protestanter 7,8 %, katoliker 0,90 %), muslimer 16,2 %, animister 0,1 %, övrigt 0,8 %.[5]

## Handel och frakt
Addis Abeba är Etiopiens centrum för handel. Bland några av exportvarorna finns textiler, skor, mat, plaster, produkter i trä och kemikalier. Några av stadens fraktvägar är järnvägen mellan staden och Djibouti, Adenviken, Röda havet eller olika destinationer från flygplatsen i staden.

## Kända platser
Addis Abeba är känd för Merkato (som ligger mitt i centrala Addis Abeba och som är Etiopiens största torg), Afrikanska unionen, Parlamentsrådet, Frihetstorget (Meskel adebabaj), Hotel Sheraton Addis Ababa, Palatset (presidentens bostad), universitetet Addis Ababa University och Addis Abeba Stadion (invigdes år 2004).
I södra delen av staden ligger Etiopiens nationalbank och bredvid det köpcentrumet Bole Dembel Shoppingcenter som är stadens näst största.

## Vägar
Sju olika landsvägar/motorvägar mötts i Addis Abeba. 
- Landsväg 1: Addis Abeba-Asmara via Dese
- Landsväg 3: Addis Abeba-Axum via Bahir Dar och Gonder
- Motorväg/Landsväg 4 Addis Abeba-Djibouti via Nazret och Dire Dawa
- Landsväg 5: Addis Abeba-Gambela via Alem Zena och Nekemte
- Landsväg 6: Addis Abeba-Jimma via Giyon
- Motorväg TAH 4 Norrut: Addis Abeba-Kairo via Khartoum
- Motorväg TAH 4 Söderut: Addis Abeba-Kapstaden via Awasa, Nairobi, Dodoma, Lusaka och Gaborone